# Tarucus vreuricki
Tarucus vreuricki är en fjärilsart som beskrevs av Abel Dufrane 1954. Tarucus vreuricki ingår i släktet Tarucus och familjen juvelvingar. Inga underarter finns listade i Catalogue of Life.